# 梁灏
梁灏（963年—1004年），字太素，宋朝郓州须城（今山东东平）人。
父梁文度，少年丧父。由其叔父抚育成人。曾从学于王禹偁，初考进士，未中。留居京城，曾进谏宋太宗，选拔人才不要单凭诗赋，要注重治国治民的才能，未被采纳。
宋太宗雍熙二年（985年）状元，任大名府观察推官，时年23岁。雍熙四年（987年），召为右拾遗，入值史馆。因马周上疏事，与胡旦、赵昌言等被贬。不久，起知鱼台县，加大理评事。奉诏入京，迁殿中丞，复直史馆，历任开封府推官，三司关西道判官，转太常博士，赐绯鱼袋。后召右司谏。真宗初（998年），梁灏出使陕西，献《听政箴》。回京后，为度支判官。咸平元年，與楊勵、朱台符、李若拙同掌科舉事務。又与钱若水等人同修《太祖实录》及《起居注》。咸平二年（999年），随真宗亲征，至大名，上疏论用兵赏罚不明之弊，并献骑兵奔袭之术，得到朝野交口称赞。咸平三年，任知制诰，赐金紫光禄大夫。咸平四年(1001年)举翰林学士，同知三班院审官司。灏有吏才，每上朝进奏，辞辩明敏，对答如流，宋真宗甚为嘉赏。群臣奏章，多教灏参议。景德元年（1004年），任开封府尹。同年6月，暴病卒于任上，时年42岁。
配阎氏，有三子:梁固、梁述和梁适。长子梁固后亦中状元，史称父子状元。梁适曾在宋仁宗时任宰相。皇祐中，追封太师中书函尚书令。著有《梁学士文集》15卷。
明朝冯惟敏所编杂剧《不伏老》，或称《梁状元一世不伏老》歌颂梁灏。《三字经》中有“若梁灏、八十二、对大庭、魁多士。”说梁灏八十二岁中状元，是指974年赵匡胤收復南唐时，润州状元郎梁(字正伟)。《宋史·梁灝傳》和《續資治通鑑》等正史記載梁灝考中狀元時年僅22歲。

## 延伸阅读
[在维基数据编辑]
 《宋史/卷296》，出自脱脱《宋史》